# Liga de Voleibol Superior Femenino 1992
La Liga de Voleibol Superior Femenino 1992 si è svolta nel 1992: al torneo hanno partecipato 8 franchigie portoricane e la vittoria finale è andata per la prima volta alle Chicas de San Juan.

## Regolamento
La competizione prevede che le otto squadre partecipanti si sfidino, per circa due mesi, senza un calendario rigido, fino a disputare ventuno partite ciascuna. Le prime quattro classificate accedono ai play-off scudetto: 
- in semifinale le quattro formazioni qualificate ai play-off vengono accoppiate col metodo della serpentina, giocando al meglio delle cinque gare;
- le vincitrici delle semifinali accedono alla finale scudetto, che si gioca al meglio delle sette gare.

## Squadre partecipanti
| - Capitanas de Arecibo - Chicas de San Juan - Criollas de Caguas - Leonas de Ponce | - Llaneras de Toa Baja - Mets de Guaynabo - Pinkin de Corozal - Volleygirls de Guayanilla |

## Campionato

### Regular season

#### Classifica
| Pos. | Squadra                   | Pt    | G  | V  | P  | SV | SP | Ratio | PF | PS | Ratio |
| ---- | ------------------------- | ----- | -- | -- | -- | -- | -- | ----- | -- | -- | ----- |
| 1    | Criollas de Caguas        | 0.952 | 21 | 20 | 1  | -  | -  | -     | -  | -  | -     |
| 2    | Leonas de Ponce           | 0.762 | 21 | 16 | 5  | -  | -  | -     | -  | -  | --    |
| 3    | Chicas de San Juan        | 0.714 | 21 | 15 | 6  | -  | -  | -     | -  | -  | -     |
| 4    | Mets de Guaynabo          | 0.667 | 21 | 14 | 7  | -  | -  | -     | -  | -  | -     |
| 5    | Pinkin de Corozal         | 0.429 | 21 | 9  | 12 | -  | -  | -     | -  | -  | -     |
| 6    | Volleygirls de Guayanilla | 0.190 | 21 | 4  | 17 | -  | -  | -     | -  | -  | -     |
| 7    | Llaneras de Toa Baja      | 0.190 | 21 | 4  | 17 | -  | -  | -     | -  | -  | -     |
| 8    | Capitanas de Arecibo      | 0.095 | 21 | 2  | 19 | -  | -  | -     | -  | -  | -     |

| Ammesse ai play-off scudetto |

## Classifica finale
| Pos | Squadra                   |
| --- | ------------------------- |
| 1   | Chicas de San Juan        |
| 2   | Criollas de Caguas        |
| 3   | Leonas de Ponce           |
| 4   | Mets de Guaynabo          |
| 5   | Pinkin de Corozal         |
| 6   | Volleygirls de Guayanilla |
| 7   | Llaneras de Toa Baja      |
| 8   | Capitanas de Arecibo      |